# Referendum über die Unabhängigkeit Schottlands 2014

Ergebnis des Referendums nach Council Areas:
Soll Schottland ein unabhängiger Staat sein?

Ein Referendum über die Unabhängigkeit Schottlands vom Vereinigten Königreich (englisch Scottish independence referendum) fand am 18. September 2014 statt. Das Endergebnis betrug 55,3 % Nein-Stimmen und 44,7 % Ja-Stimmen bei einer Beteiligung von 84,59 %, wodurch die Unabhängigkeit Schottlands von der Mehrheit der Wähler abgelehnt wurde. Nur in vier der 32 Bezirke gewannen die Befürworter der Unabhängigkeit die Mehrheit. Eine Befragung beim Urnengang ergab, dass für „Nein“-Wähler die Beibehaltung des britischen Pfundes ausschlaggebend war, während für „Ja“-Wähler eine „Abneigung gegen Westminsterpolitik“ die Hauptmotivation war.
Nach der Entscheidung der britischen Wähler für den Austritt des Vereinigten Königreiches aus der Europäischen Union sagte die First Minister, Nicola Sturgeon, sie finde es inakzeptabel, dass Schottland automatisch mit England aus der EU austrete, obwohl die schottischen Wähler mehrheitlich für einen Verbleib gestimmt hätten. Ihr zufolge sei ein erneutes Referendum über die Unabhängigkeit Schottlands eine Option.

## Historisches

### Regionalisierung und Referenden

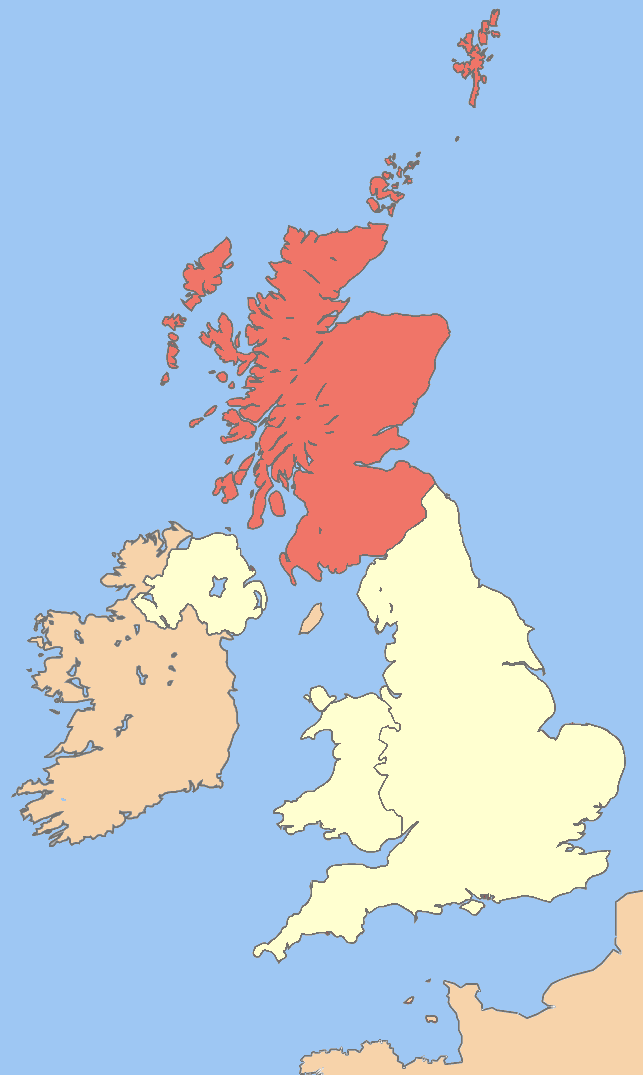
Schottlands Lage innerhalb des Vereinigten Königreichs

Nach dem Zweiten Weltkrieg erhielten schottische Regionalparteien allmählichen Zulauf. Ein weithin beachtetes Signal war der Sieg der Kandidatin der separatistischen Scottish National Party (SNP), Winnie Ewing, bei der Nachwahl im schottischen Wahlkreis Hamilton am 2. November 1967. Nachdem vor der schottischen Küste umfangreiche Öl- und Erdgasvorkommen entdeckt wurden, erhielt die SNP, die diese Naturschätze alleine für Schottland reklamierte, erheblichen Zulauf und gewann bei den Unterhauswahlen im Februar 1974 22 % und im Oktober 1974 30 % der Wählerstimmen in Schottland. Die Londoner Labour-Regierung unter James Callaghan beschloss daraufhin, den schottischen Wünschen nach Autonomie entgegenzukommen und hielt im Jahr 1979 ein Referendum über die Übertragung von staatlichen Rechten an ein schottisches Parlament ab. Trotz einer knappen Mehrheit zugunsten der sogenannten Devolution kam es nicht zur Einrichtung eines schottischen Parlaments, da weniger als 40 % der Wahlberechtigten mit „Ja“ gestimmt hatten. Damit war die Abstimmung nicht gültig gewertet worden.
Unter den konservativen Regierungen Thatcher und Major wurden zwischen 1979 und 1997 keine weiteren Verfassungsänderungen vorgeschlagen. Bald nach der Machtübernahme durch die Labour Party wurde 1997 ein zweites Referendum zur Devolution abgehalten. Eine klare Mehrheit unterstützte sowohl ein schottisches Regionalparlament als auch die Berechtigung dieses Parlaments, die Grundsteuersätze der Einkommensteuer abzuändern. Diese beschränkte Selbstverwaltung Schottlands innerhalb des Vereinigten Königreichs genügte jedoch der Scottish National Party und anderen separatistischen Parteien, deren Ziel die vollständige Unabhängigkeit Schottlands ist, nicht.

### SNP-Minderheitsregierung ab 2007

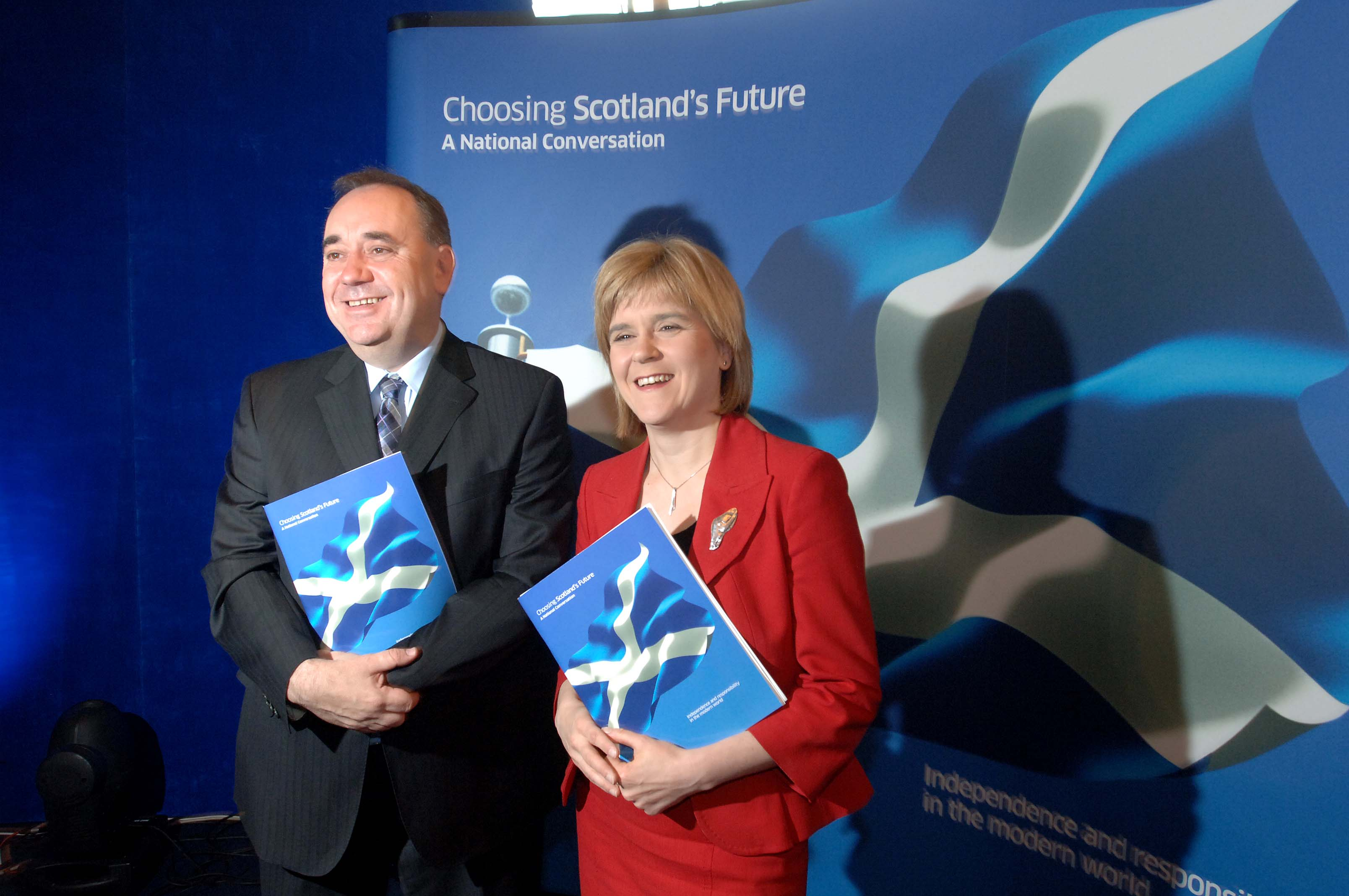
Schottlands First Minister Alex Salmond und Stellvertreterin Nicola Sturgeon beim Start der National Conversation, 14. August 2007

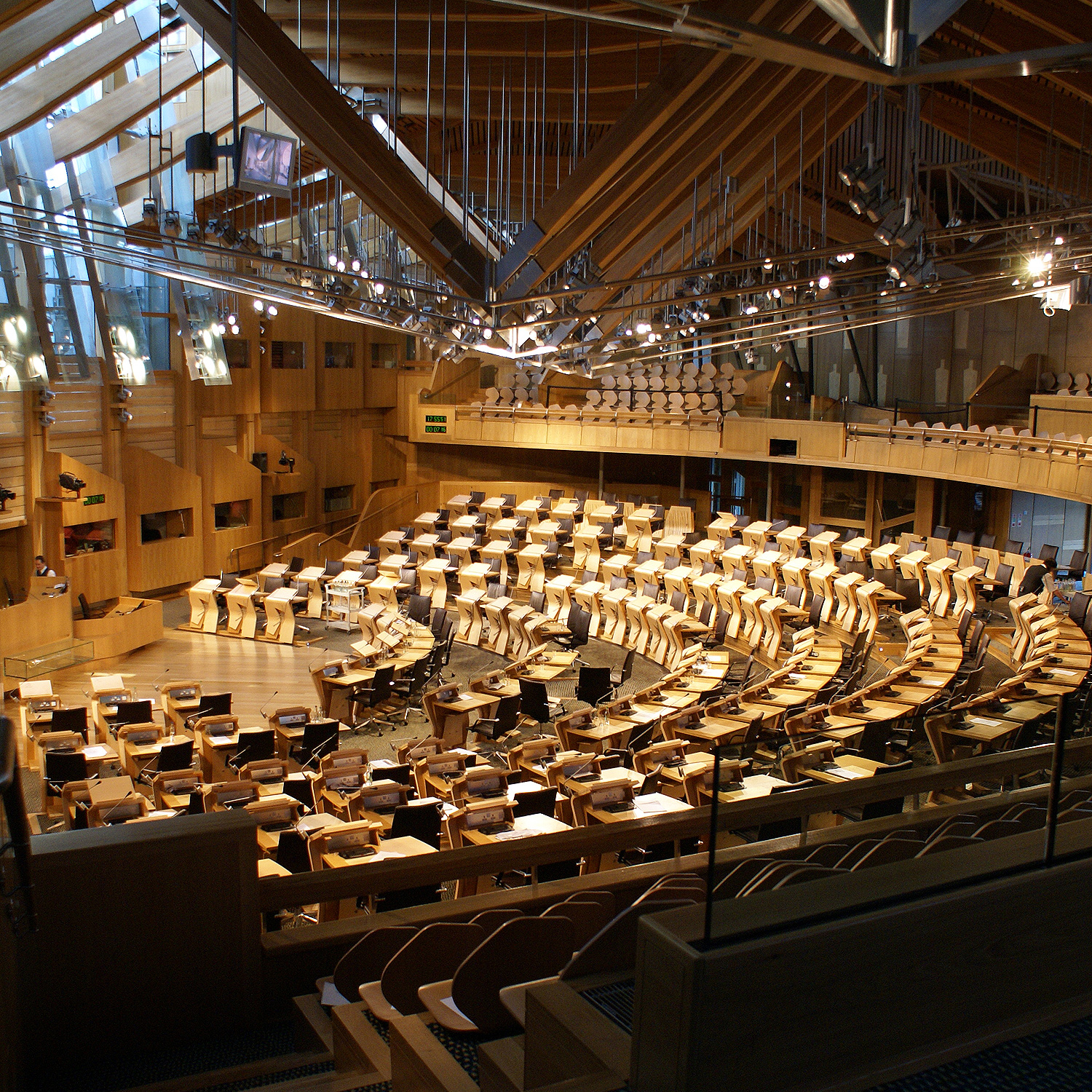
Plenarsaal des schottischen Parlaments

Bei den schottischen Parlamentswahlen des Jahres 2007 wurde die SNP stärkste Partei im schottischen Parlament, verfehlte jedoch die absolute Mehrheit. Vor der Wahl hatte die SNP die Abhaltung eines Referendums über die Unabhängigkeit Schottlands im Jahre 2010 zu einem ihrer Wahlkampfziele erklärt. Nach der Wahl bildete sie eine Minderheitsregierung mit Alex Salmond als First Minister. Die SNP-Regierung startete entsprechend ihren Versprechungen im August 2007 die sogenannte National Conversation als einen Beratungsprozess, der unter anderem eine Gesetzesvorlage für ein Referendumsgesetz, das Referendum (Scotland) Bill, erstellte. Nach Bildung der schottischen Regierung 2007 verfolgte die SNP das Ziel, keine Referenden vor dem Jahr 2010 abzuhalten.
Die legislativen Pläne zum Referendumsgesetz wurden Ende August/Anfang September 2009 von der schottischen Regierung vorgestellt. Als zentrales Ergebnis der National Conversation wurde am 30. November 2009 ein Weißbuch zum vorgeschlagenen Referendumsgesetz veröffentlicht. Das Papier enthält vier mögliche Szenarien, wobei der Text von Gesetz und Referendum erst später veröffentlicht werden sollte. Die Szenarien bestehen aus vier Optionen:
1. keine Änderungen,
2. Regionalisierung entsprechend der Vorstellungen der Kommission über die schottische Regionalisierung (Calman Review),
3. volle Regionalisierung und
4. vollständige Unabhängigkeit.[10]

Die Option der vollen Regionalisierung, obwohl keine vollständige Unabhängigkeit, würde dem schottischen Parlament die Zuständigkeit für die große Mehrheit der Steuern und Ausgaben der Besteuerung und Ausgaben in Schottland übertragen, verbunden mit einer Zahlung an das Vereinigte Königreich zur Begleichung der Kosten für gemeinsame öffentliche Einrichtungen und Leistungen wie Verteidigung und äußere Angelegenheiten. Während die SNP-Regierung ausschließlich die volle Unabhängigkeit unterstützte, bestätigte das Papier, dass das Referendumsgesetz Grundlagen für ein multioptionales Referendum bieten werde, und forderte die Oppositionsparteien auf, eine tragbare Form für diese Optionen vorzuschlagen.
Die schottische Regierung veröffentlichte am 25. Februar 2010 unter dem Namen Scotland's Future: Draft Referendum (Scotland) Bill Consultation Paper einen 84-seitigen Gesetzesentwurf für öffentliche Verhandlungen. Das Papier stellt die vorgeschlagenen Abstimmungspapiere, die Mechanismen des vorgeschlagenen Referendums und die Art der Regulierung des vorgeschlagenen Referendums vor.
Der Gesetzesentwurf skizziert drei Vorschläge. Der erste Vorschlag („devolution max“) beinhaltete volle Regionalisierung mit dem Vorschlag, dem schottischen Parlament die Zuständigkeit für „alle Gesetze, Steuern und Pflichten in Schottland“ zu übertragen, mit der Ausnahme von „Verteidigung und auswärtigen Angelegenheiten, finanziellen Regulierungen, Geldpolitik und Währung“, die weiterhin der Regierung des Vereinigten Königreichs vorbehalten wären.
Der zweite Vorschlag skizzierte eine Fiskalreform gemäß den Vorschlägen der Kommission über die schottische Regionalisierung, durch die Schottland zusätzliche Aufgaben und Verantwortlichkeiten in Hinblick auf die Festsetzung eines schottlandweiten Einkommensteuersatzes in einem Spektrum bis zu 10 Pence pro Pfund Sterling relativ zu dem des übrigen Vereinigten Königreichs, der Festsetzung des Satzes der Stempelsteuer und anderer unwesentlicher Steuern und der Einführung neuer Steuern in Schottland mit Zustimmung des Parlaments des Vereinigten Königreichs und endlich „begrenzter Berechtigung Schulden aufzunehmen“.
Der dritte Vorschlag bedeutete die volle Unabhängigkeit, was dazu führen würde, dass das schottische Parlament die Macht erlangen würde, Schottland zu einem Land zu machen, das „die Rechte und Verantwortlichkeiten eines normalen souveränen Staates“ habe. Dieser Staat sollte Vollmitglied der Europäischen Union mit entsprechender sozialer und ökonomischer Beziehung zum Rest des Vereinigten Königreiches sein, das bereits ein Mitgliedstaat ist. Elisabeth II. würde Schottlands Staatsoberhaupt bleiben, so dass Schottland mit dem restlichen Vereinigten Königreich in eine Art monarchische Union eintreten würde, wie sie zwischen 1603 und 1707 durch die „Union of the Crowns“ bestand (zwei Länder, ein Monarch). Das Pfund Sterling würde die Währung von Schottland bleiben, falls die schottische Wählerschaft sich nicht doch entschlösse, den Euro zu übernehmen, wozu ein separates Referendum erforderlich wäre.
In der 3. Legislaturperiode des schottischen Parlaments unterstützten nur 50 von 129 Mitgliedern des schottischen Parlaments (47 SNP, zwei von der Scottish Green Party und Margo McDonald) ein Referendum, während alle anderen Haupt-Parteien dies ablehnten. Eine unverbindliche Abstimmung über ein Referendum wurde im März 2009 von den Liberaldemokraten als Anhang zu einer Debatte der Labour Party zu Wirtschaftsfragen initiiert. Die Position der SNP unterlag mit einer Mehrheit von 25 Stimmen (47–72). In Hinblick auf die Opposition der anderen großen Parteien und die Stellung der SNP als Minderheitsregierung war es nicht zu erwarten, dass die SNP das Referendumsgesetz im Fall der endgültigen Vorlage vor das schottische Parlament durchbringen könnte, was bedeutete, dass ein Referendum nicht durchgeführt werden könnte. Die schottische Regierung entschied sich schließlich, das Gesetz zurückzuziehen, nachdem es ihr nicht gelungen war, Unterstützung von Seiten der Oppositionsparteien zu sichern.

### SNP-Alleinregierung ab 2011
Die Scottish National Party erneuerte ihr Bekenntnis, ein Referendum über die Unabhängigkeit abzuhalten, als sie ihr Wahlprogramm für die schottischen Parlamentswahlen 2011 veröffentlichte. In einer Fernsehdebatte einige Tage vor der Wahl erklärte der First Minister von Schottland Alex Salmond, dass ein Referendum im „zweiten Teil der Legislaturperiode“ durchgeführt werden würde. Salmond erklärte, dies sei nötig, weil er zuerst durch das Schottland-Gesetz von 2011 mehr Machtbefugnisse für das schottische Parlament sichern wollte. Die SNP gewann mit 69 von 129 Sitzen (bei 44 % der abgegebenen Stimmen) eine absolute Mehrheit in der Wahl und hierdurch ein Mandat zur Abhaltung eines Unabhängigkeitsreferendums.
Im Januar 2012 bot die Regierung des Vereinigten Königreichs unter David Cameron an, das schottische Parlament durch legislativen Akt mit der spezifischen Macht zu versehen, ein Referendum abzuhalten, solange dieses „fair, rechtmäßig und bestimmt“ sei. Dieses würde den Handlungsrahmen des Referendums wie die gestellte(n) Frage(n), die betroffene Wählerschaft und die Körperschaft, die das Referendum organisiert, festlegen. Die schottische Regierung verkündete, dass sie beabsichtige, das Referendum im Herbst 2014 abzuhalten und wies das Angebot der Regierung des Vereinigten Königreiches ab. Das Jahr 2014 hat auch eine gewisse symbolische Bedeutung, weil sich am 23. und 24. Juni 2014 der Tag der Schlacht von Bannockburn jährte, an dem Schottland vor 700 Jahren seine Unabhängigkeit gegenüber England behauptete.

### Gesetzmäßigkeit eines Referendums
Es gab unterschiedliche Ansichten, ob das schottische Parlament die Befugnis hat, gesetzliche Entscheidungen für ein Referendum bezüglich der Angelegenheit der schottischen Unabhängigkeit zu treffen. Im gegenwärtigen System der Regionalisierung in Schottland hat das schottische Parlament nicht das Recht, einseitig die Abtrennung vom Vereinigten Königreich zu erklären, weil die Verfassung eine dem Parlament des Vereinigten Königreichs vorbehaltene Angelegenheit ist. Die schottische Regierung vertrat den Standpunkt, dass das vorgeschlagene Referendum ein beratendes Referendum über die Erweiterung der Macht des schottischen Parlaments sei, dessen Ergebnis keinen rechtlichen Effekt auf das Vereinigte Königreich habe.
Im Januar 2012 erklärte die Regierung des Vereinigten Königreichs, die Abhaltung eines Referendums, das die Verfassung betreffe, stehe außerhalb der rechtlichen Kompetenz des schottischen Parlaments. Lord Wallace, Advocate General of Scotland, erklärte, ein Referendumsgesetz des schottischen Parlamentes könne vor Gericht erfolgreich angegriffen werden. Um dies zu verhindern, entstand das Konzept, dass das Parlament des Vereinigten Königreiches entsprechende rechtliche Befugnisse vorübergehend auf das schottische Parlament übertragen könne, unter der Voraussetzung, dass lediglich über ein Ja oder Nein zur Unabhängigkeit abgestimmt werde. Dies hätte bedeutet, dass eine weitere Regionalisierung als weitere Wahlmöglichkeit ausgeschlossen worden wäre. Die schottische Regierung lehnte diese Bedingung zunächst ab, stimmte ihr jedoch letztlich im Abkommen von Edinburgh zu.

### Abkommen von Edinburgh vom 15. Oktober 2012
Am 15. Oktober 2012 wurde in Edinburgh eine Vereinbarung zwischen Premierminister David Cameron und dem First Minister der schottischen Regionalregierung Alex Salmond unterzeichnet, nach der im Herbst 2014 eine Volksabstimmung in Schottland über die Unabhängigkeit abgehalten werden sollte. Die Vereinbarung sah vor, dass über eine einfache Ja/Nein-Frage abgestimmt werden sollte. Die schottische SNP-geführte Regierung hätte das Referendum gerne noch mit Fragen zur Übertragung von zusätzlichen Rechten auf die schottische Regionalregierung verbunden („devolution max“). Aufgrund der Vorgabe aus London, nur über Ja und Nein zur Unabhängigkeit abstimmen zu können, konnte sich die schottische Regierung in dieser Frage jedoch nicht durchsetzen. Dafür wurde das Wahlalter bei diesem Referendum entsprechend den Vorstellungen der SNP von 18 auf 16 Jahre heruntergesetzt. Das Abkommen stellte das geplante Referendum auf eine klare gesetzliche Grundlage. Salmond sprach nach dem Übereinkommen von „einem historischen Tag für Schottland“.
Am 9. November 2012 gab die schottische Regierung die von ihr favorisierte Fassung der Frage, die bei dem Referendum gestellt werden solle, bekannt. Die mit „Ja“ oder „Nein“ zu beantwortende Frage lautete:

“Do you agree that Scotland should be an independent country?”

„Stimmen Sie zu, dass Schottland ein unabhängiger Staat sein sollte?“

Dem vorausgegangen war eine Befragung der schottischen Öffentlichkeit durch die schottische Regierung, in deren Rahmen sich etwa 26.000 Personen äußerten, von denen 64 % im Großen und Ganzen der vorgeschlagenen Formulierung der Frage zugestimmt hatten. Am 16. Januar 2013 billigte das House of Lords einstimmig die Ermächtigung der schottischen Regierung zur Abhaltung eines solchen Referendums. Am 30. Januar 2013 stimmte die schottische Regierung einer Änderung der Formulierung der Frage zu, nachdem Kritik geäußert worden war, dass die bisherige Formulierung zu einer Beeinflussung im Sinne eines „Ja“-Votums hätte führen können. Die neue Formulierung lautete:

“Should Scotland be an independent country?”

„Soll Schottland ein unabhängiger Staat sein?“

## Vorbereitung des Referendums

### Wahlberechtigung
Im Januar 2012 argumentierte die Labourabgeordnete Elaine Murray im schottischen Parlament, das Wahlrecht solle auf Schotten ausgedehnt werden, die außerhalb Schottlands lebten. Dem widersprach die schottische Regierung, die argumentierte, dies werde das Referendum erheblich verkomplizieren, und verwies auf die Unterlagen des Menschenrechtskomitees der Vereinten Nationen, nach denen ein Referendum, das nicht auf dem Wohnortprinzip basierte, von anderen Nationen in Frage gestellt würde. Im britischen Oberhaus argumentierte Elizabeth Symons, auch dem Rest des Vereinigten Königreiches solle gestattet werden, über die schottische Unabhängigkeit abzustimmen, weil dies das ganze Land betreffe. Dieses Argument wurde von der britischen Regierung zurückgewiesen; Jim Wallace wies darauf hin, von elf seit 1973 veranstalteten Referenden seien nur zwei im gesamten Land durchgeführt worden. Auf besonderen Wunsch der SNP-geführten schottischen Regierung wurde das Wahlalter von 18 auf 16 Jahre heruntergesetzt. Ob diese Altersgruppe sich aber besonders für die Unabhängigkeit aussprechen würde, wie von der schottischen Regierung erhofft, erschien ungewiss.
Das Abkommen von Edinburgh sah vor, dass alle britischen Staatsbürger im Alter von mindestens 16 Jahren mit Wohnsitz in Schottland abstimmungsberechtigt waren. Dazu zählten neben den in Schottland Geborenen auch Bürger aus anderen Teilen des Vereinigten Königreichs, die in Schottland lebten (nach dem Zensus von 2001 etwa 410.000 Personen: 366.755 gebürtige Engländer, 32.049 Nordiren, 12.120 Waliser). Nicht wahlberechtigt waren gebürtige Schotten, die ihren Wohnsitz in anderen Teilen des Vereinigten Königreichs hatten (nach dem Zensus von 2001 etwa 790.000 Personen: 753.286 in England, 22.533 in Wales, 14.965 in Nordirland). Ebenfalls abstimmungsberechtigt waren Staatsbürger von EU-Staaten, die ihren ständigen Wohnsitz in Schottland hatten.

### Überwachung des Referendums
In der Gesetzesinitiative von 2010 schlug die schottische Regierung vor, eine neue Kommission einzusetzen, die das Referendum überwachen solle. Mitglieder dieser Kommission würden vom schottischen Parlament ernannt und seien diesem zur Rechenschaft verpflichtet. Die Kommission solle mit begrenzten Ausnahmen in der Ausübung ihrer Angelegenheiten vollständig unabhängig von Parlament und Regierung Schottlands sein und dem Modell der bestehenden Wahlkommission des Vereinigten Königreichs nachgebildet sein. Die Regeln der Durchführung von Wahlgang und Wahlkampf in Bezug auf das Referendum würden auf der existierenden Gesetzgebung des Vereinigten Königreichs beruhen, die weithin auf der Grundlage des Political Parties, Elections and Referendums Act 2000 beruhen. Ein leitender Wahlbeamter für den Wahlgang würde durch schottische Minister aus den Reihen der gegenwärtigen oder ehemaligen schottischen Wahlleiter ernannt.
Im Januar 2012 erklärte die britische Regierung sich damit einverstanden, dass die Überwachung des schottischen Unabhängigkeitsreferendums durch die Wahlkommission durchgeführt werde. BBC News berichtete kurz danach, die schottische Regierung werde dies akzeptieren, wenn die Wahlkommission während des Referendums dem schottischen Parlament unterstellt werde.

### Wahlkampffinanzierung und Kosten
Basierend auf der Gesetzesvorlage von 2010 würde für jeden spezifischen Entscheidungsvorschlag, für den Wahlkampf betrieben werden konnte, eine spezielle Organisation zugelassen, der es gestattet wäre, bis zu 750.000 £ inklusive Spesen für ihren Wahlkampf auszugeben. Diese Organisationen wären auch berechtigt, eine kostenlose Wurfsendung an jeden Haushalt oder Wähler zu senden. Politische Parteien mit Sitz im schottischen Parlament wären begrenzt auf ein Budget von 100.000 £ inklusive Spesen, zusätzlich zu jeglicher Aktivität durch Angliederung an eine der genannten Organisationen.
Gemäß einem am 25. Februar 2010 veröffentlichten Beratungsprotokoll der schottischen Regierung würden die Kosten der Durchführung des Referendums voraussichtlich etwa 9,5 Millionen Pfund betragen und zum größten Teil für die Durchführung der Wahl und für die Stimmauszählung angewendet. Die Kosten würden auch die Hauswurfsendung eines neutralen Informationsflyers über das Referendum an jeden schottischen Haushalt und die Versendung einer freien Werbebroschüre an jeden Haushalt oder Wähler für die gekennzeichneten Organisationen umfassen. Es sollte keine öffentliche Finanzierung für Kampagnen geben, die den genannten Ausgabebeschränkungen unterworfen wären.

### Meinungsumfragen

Entwicklung der Umfrageergebnisse

In den meisten Meinungsumfragen nach dem Abkommen von Edinburgh sprach sich eine Mehrheit der Befragten gegen die vollständige Unabhängigkeit Schottlands aus. Allerdings gab es eine erhebliche Zahl unentschlossener oder in dieser Frage indifferenter Wähler. Auftraggeber vieler Umfragen waren Medien mit Sitz in London. The Times, The Sunday Times und The Sun sind Zeitungen der NewsCorp. Größter Aktionär der Sendergruppe Independent Television ist ebenfalls die NewsCorp. Alle von Ipsos Mori und die meisten von Panelbase erstellten Umfragen wurden also von Medien der NewsCorp in Auftrag gegeben.
Während das Pro-Lager zunächst bei den Umfragen im Aufwind war, vor etwa einem halben Jahr aber Rückschläge hinnehmen musste, hatte sich der Abstand zwischen dem Pro- und dem Contra-Lager in den Monaten vor dem Referendum gemäß allen Meinungsforschungsinstituten (TRNS BRMB, Ipsos Mori, ICM, Survation LTD, YouGov und Panelbase) langsam angenähert. Eine gewisse Ausnahme stellen die sprunghaften Umfrageergebnisse von Panelbase, dessen Auftraggeber die SNP war, dar. Im Übrigen ist festzustellen, dass die Institute jenseits dieses allgemeinen Trends z. T. überraschend unterschiedliche Ergebnisse veröffentlichten. Dazu kamen statistische Rest-Unsicherheiten, die die Belastbarkeit der Meinungsumfragen einschränkten. Auch durch evtl. Abweichungen der Informationen zur Gewichtung der Rohdaten war eine genaue Vorhersage des Referendums nicht mit absoluter Sicherheit möglich.
Besondere Aufmerksamkeit erreichte zudem die Umfrage von YouGov vom 5. September 2014, bei der die Befürworter der Unabhängigkeit nur 13 Tage vor dem Referendum mit 47 % zu 45 % in Führung lagen. Berücksichtigt man Unentschiedene und Nichtwähler nicht, erzielte das Pro-Lager 51 %.
In keiner der Umfragen lag das Pro-Lager über 50 %, in zweien lag es in Führung. Bei dem Institut TRNS BRMB lag das Contra-Lager wiederholt, bei Ipsos Mori immer bei bzw. über 50 %. Die Anzahl der Befragten betrug dabei jeweils rund 1000 Personen.
| Institut  | Auftraggeber | Datum                | Pro · Unabhängigkeit | Kontra · Unabhängigkeit | Neutral · Unentschlossene | Zahl der Befragten | Link zur Umfrage                              |
| --------- | ------------ | -------------------- | -------------------- | ----------------------- | ------------------------- | ------------------ | --------------------------------------------- |
| ICM       | Guardian     | 11. September 2014   | 40 %                 | 42 %                    | 17 %                      | ?                  | (ukpollingreport.co.uk)                       |
| YouGov    | Sun/Times    | 11. September 2014   | 45 %                 | 50 %                    | 4 %                       | ?                  | (ukpollingreport.co.uk)                       |
| Survation | Daily Record | 9. September 2014    | 42 %                 | 48 %                    | 10 %                      | ?                  | (ukpollingreport.co.uk)                       |
| YouGov    | Sunday Times | 2.–5. September 2014 | 47 %                 | 45 %                    | 6 %                       | 1084               | yougov.co.uk, (d25d2506sfb94s.cloudfront.net) |
| Panelbase | Yes Scotland | 2.–4. September 2014 | 44 %                 | 48 %                    | 8 %                       | 1063               | (panelbase.com)                               |

| \| Institut \| Auftraggeber \| Datum \| Pro · Unabhängigkeit \| Kontra · Unabhängigkeit \| Neutral · Unentschlossene \| Zahl der Befragten \| Link zur Umfrage \| \| ---------- \| ------------------------------------------------------------- \| ------------------------------- \| -------------------- \| ----------------------- \| ------------------------- \| ------------------ \| --------------------------------- \| \| YouGov \| The Times/The Sun \| 28. August – 1. September 2014 \| 42 % \| 48 % \| 10 % \| 1063 \| (d25d2506sfb94s.cloudfront.net) \| \| Survation \| Scottish Daily Mail \| 26.–28. August 2014 \| 42 % \| 48 % \| 10 % \| 1001 \| (survation.com) \| \| YouGov \| The Times \| 12.–15. August 2014 \| 38 % \| 51 % \| 11 % \| 1085 \| (d25d2506sfb94s.cloudfront.net) \| \| Panelbase \| Yes Scotland \| 12.–15. August 2014 \| 42 % \| 46 % \| 12 % \| 1026 \| (panelbase.com) \| \| ICM \| Scotland on Sunday \| 11.–14. August 2014 \| 38 % \| 47 % \| 14 % \| 1005 \| (icmresearch.com) \| \| Survation \| Scottish Daily Mail \| 6.–7. August 2014 \| 37 % \| 50 % \| 13 % \| 1010 \| (survation.com) \| \| YouGov \| The Sun \| 4.–7. August 2014 \| 35 % \| 55 % \| 10 % \| 1142 \| (cdn.yougov.com) \| \| Ipsos Mori \| STV \| 28. Juli – 3. August 2014 \| 40 % \| 54 % \| 6 % \| 1006 \| (ipsos-mori.com) \| \| Survation \| Mail on Sunday \| 30. Juli – 1. August 2014 \| 40 % \| 46 % \| 14 % \| 1000 \| (survation.com) \| \| Panelbase \| Sunday Times \| 16.–22. Juli 2014 \| 41 % \| 48 % \| 11 % \| 1041 \| (panelbase.com) \| \| ICM \| Scotland on Sunday \| 7.–11. Juli 2014 \| 34 % \| 45 % \| 21 % \| 1002 \| ICM/Scotland on Sunday \| \| YouGov \| The Times \| 25.–29. Juni 2014 \| 35 % \| 54 % \| 12 % \| 1206 \| (d25d2506sfb94s.cloudfront.net) \| \| YouGov \| The Sun \| 12.–16. Juni 2014 \| 36 % \| 53 % \| 11 % \| 1039 \| (d25d2506sfb94s.cloudfront.net) \| \| ICM \| Scotland on Sunday \| 9.–12. Juni 2014 \| 36 % \| 43 % \| 21 % \| 1002 \| (icmresearch.com) \| \| Panelbase \| Sunday Herald \| 9.–11. Juni 2014 \| 43 % \| 47 % \| 10 % \| 1060 \| (web.archive.org) \| \| Populus \| Financial Times \| Juni 2014 \| 40 % \| 47 % \| 13 % \| 500 \| (heraldscotland.com) \| \| Ipsos Mori \| Scottish Television \| 26. Mai – 1. Juni 2014 \| 34 % \| 52 % \| 13 % \| 1.003 \| (news.stv.tv) \| \| TNS \| ? \| 21.–28. Mai 2014 \| 34 % \| 44 % \| 22 % \| 1.011 \| (scotsman.com) \| \| ICM \| Scotland on Sunday \| 12.–15. Mai 2014 \| 34 % \| 46 % \| 20 % \| 1.004 \| (icmresearch.com) \| \| Panelbase \| Sunday Times \| 8.–14. Mai 2014 \| 40 % \| 47 % \| 13 % \| 1.046 \| (panelbase.com) \| \| TRNS BRMB \| \| Mai 2014 \| 30 % \| 42 % \| 28 % \| 996 \| \| \| TRNS BRMB \| n/a \| April 2014 \| 29 % \| 41 % \| 30 % \| 988 \| \| \| YouGov \| Channel 4 News \| 25.–28. April 2014 \| 37 % \| 51 % \| 12 % \| 1.208 \| (scotsman.com) \| \| Panelbase \| Yes Scotland \| 4.–9. April 2014 \| 40 % \| 45 % \| 16 % \| 1.024 \| scotsman.com (heraldscotland.com) \| \| Survation \| Daily Record, Dundee University und die Website Better Nation \| 4.–7. April 2014 \| 37 % \| 47 % \| 17 % \| 1.003 \| scotsman.com (heraldscotland.com) \| \| Panelbase \| Wings over Scotland \| 28. März – 4. April 2014 \| 41 % \| 46 % \| 14 % \| ? \| (heraldscotland.com) \| \| ICM \| Scotland on Sunday \| April 2014 \| 39 % \| 42 % \| 19 % \| ? \| (web.archive.org) \| \| YouGov \| The Times \| 20.–24. März 2014 \| 37 % \| 52 % \| 11 % \| 1.072 \| (d25d2506sfb94s.cloudfront.net) \| \| Panelbase \| Newsnet \| 7.–14. März 2014 \| 40 % \| 45 % \| 15 % \| 1.036 \| (panelbase.com) \| \| Survation \| Sunday Mail \| März 2014 \| 39 % \| 48 % \| 13 % \| 1.002 \| (dailyrecord.co.uk) \| \| YouGov \| Scottish Sun \| 24.–28. Februar 2014 \| 35 % \| 53 % \| 12 % \| 1.257 \| (cdn.yougov.com) \| \| Ipsos Mori \| Scottish Television \| 20.–25. Februar 2014 \| 32 % \| 57 % \| 11 % \| 1.001 \| (ipsos-mori.com) \| \| Panelbase \| SNP \| 18.–21. Februar 2014 \| 37 % \| 47 % \| 16 % \| 1.022 \| (panelbase.com) \| \| Panelbase \| Sunday Times \| 29. Januar – 6. Februar 2014 \| 37 % \| 49 % \| 14 % \| 1.012 \| (panelbase.com) \| \| YouGov \| The Sun \| 3.–5. Februar 2014 \| 34 % \| 52 % \| 14 % \| 1.047 \| (d25d2506sfb94s.cloudfront.net) \| \| Survation \| Scottish Daily Mail \| Februar 2014 \| 38 % \| 47 % \| 16 % \| 1.005 \| (dailyrecord.co.uk) \| \| YouGov \| n/a \| Januar 2014 \| 33 % \| 52 % \| 15 % \| 1.192 \| \| \| Survation \| Mail on Sunday \| Januar 2014 \| 32 % \| 52 % \| 16 % \| 1.010 \| (dailyrecord.co.uk) \| \| ICM \| Scotland on Sunday \| 21.–24. Januar 2014 \| 37 % \| 44 % \| 19 % \| über 1.000 \| (dailyrecord.co.uk) \| \| TRNS BRMB \| n/a \| 14.–20. Januar 2014 \| 29 % \| 42 % \| 29 % \| 1.054 \| (scotlandseptember18.com) \| \| TRNS BRMB \| BBC Scotland \| 3.–10. Januar 2014 \| 28 % \| 42 % \| 30 % \| 1.008 \| (tnsglobal.com) \| \| TRNS BRMB \| n/a \| 3.–10. Dezember 2013 \| 27 % \| 41 % \| 33 % \| 1.055 \| (scotsman.com) \| \| YouGov \| The Times \| 6.–9. Dezember 2013 \| 33 % \| 52 % \| 15 % \| 1.074 \| (d25d2506sfb94s.cloudfront.net) \| \| Ipsos Mori \| Scottish Television \| Dezember 2013 \| 31 % \| 55 % \| 14 % \| 1.006 \| \| \| Panelbase \| n/a \| 12.–20. November 2013 \| 38 % \| 47 % \| 15 % \| 1.006 \| (heraldscotland.com) \| \| TRNS BRMB \| n/a \| November 2013 \| 26 % \| 42 % \| 32 % \| 1.004 \| \| \| Panelbase \| Wings Over Scotland \| 17.–24. Oktober 2013 \| 35 % \| 43 % \| 20 % \| 1.008 \| panelbase.com (MS Excel; 384 kB) \| \| TRNS BRMB \| n/a \| 25. September – 2. Oktober 2013 \| 25 % \| 44 % \| 31 % \| 1.004 \| tnsglobal.com (PDF; 84 kB) \| \| Ipsos Mori \| Scottish Television \| 9.–15. September 2013 \| 30 % \| 57 % \| 14 % \| 1.000 \| (ipsos-mori.com) \| \| ICM \| Scotland on Sunday \| 10.–13. September 2013 \| 32 % \| 49 % \| 19 % \| 1.002 \| (icmresearch.com) \| \| YouGov \| The Times \| 13.–16. September 2013 \| 32 % \| 52 % \| 13 % \| 1.139 \| (d25d2506sfb94s.cloudfront.net) \| \| Panelbase \| Sunday Times \| 30. August – 5. September 2013 \| 37 % \| 47 % \| 16 % \| 1.002 \| (bloomberg.com) \| \| Panelbase \| Scottish National Party \| 23.–28. August 2013 \| 44 % \| 43 % \| 13 % \| 1.001 \| panelbase.com (PDF; 1,1 MB) \| \| YouGov \| Devo Plus \| August 2013 \| 29 % \| 59 % \| 10 % \| 1.171 \| \| \| TRNS BRMB \| n/a \| August 2013 \| 25 % \| 47 % \| 28 % \| 1.067 \| (scotsman.com) \| \| Panelbase \| Sunday Times \| 17.–24. Juli 2013 \| 37 % \| 46 % \| 17 % \| 1.001 \| panelbase.com (PDF; 244 kB) \| \| Panelbase \| Sunday Times \| 10.–16. Mai 2013 \| 36 % \| 44 % \| 20 % \| 1.004 \| panelbase.com (PDF; 491 kB) \| \| Ipsos Mori \| The Times \| 29. April – 5. Mai 2013 \| 31 % \| 59 % \| 10 % \| 1.001 \| (ipsos-mori.com) \| \| TRNS BRMB \| n/a \| April 2013 \| 30 % \| 51 % \| 19 % \| 1.002 \| \| \| Panelbase \| Sunday Times \| 18.–22. März 2013 \| 36 % \| 46 % \| 18 % \| 885 \| panelbase.com (PDF; 354 kB) \| \| Ipsos Mori \| The Times \| 4.–9. Februar 2013 \| 34 % \| 55 % \| 11 % \| 1.003 \| (ipsos-mori.com) \| \| TRNS BRMB \| Scottish CND \| Februar 2013 \| 33 % \| 52 % \| 15 % \| 1.001 \| \| \| Panelbase \| Sunday Times \| 11.–21. Januar 2013 \| 34 % \| 47 % \| 19 % \| 1.004 \| panelbase.com (PDF; 462 kB) \| \| TRNS BRMB \| n/a \| Januar 2013 \| 30 % \| 58 % \| 12 % \| 1.012 \| \| \| Panelbase \| Sunday Times \| 9.–19. Oktober 2012 \| 37 % \| 45 % \| 17 % \| 972 \| panelbase.com (PDF; 326 kB) \| \| Ipsos Mori \| The Times \| 8.–15. Oktober 2012 \| 30 % \| 58 % \| 12 % \| 1.003 \| (ipsos-mori.com) \| \| YouGov \| DC Thompson \| Oktober 2012 \| 29 % \| 55 % \| 14 % \| 1.004 \| \| \| Ipsos Mori \| The Sun \| 7.–14. Juni 2012 \| 35 % \| 55 % \| 10 % \| 1.003 \| (ipsos-mori.com) \| \| Ipsos Mori \| The Sun \| 27.–29. Januar 2012 \| 39 % \| 50 % \| 11 % \| 1.005 \| (ipsos-mori.com) \| |                                                               |                                 |                      |                         |                           |                    |                                   |
| Institut | Auftraggeber                                                  | Datum                           | Pro · Unabhängigkeit | Kontra · Unabhängigkeit | Neutral · Unentschlossene | Zahl der Befragten | Link zur Umfrage                  |
| YouGov | The Times/The Sun                                             | 28. August – 1. September 2014  | 42 %                 | 48 %                    | 10 %                      | 1063               | (d25d2506sfb94s.cloudfront.net)   |
| Survation | Scottish Daily Mail                                           | 26.–28. August 2014             | 42 %                 | 48 %                    | 10 %                      | 1001               | (survation.com)                   |
| YouGov | The Times                                                     | 12.–15. August 2014             | 38 %                 | 51 %                    | 11 %                      | 1085               | (d25d2506sfb94s.cloudfront.net)   |
| Panelbase | Yes Scotland                                                  | 12.–15. August 2014             | 42 %                 | 46 %                    | 12 %                      | 1026               | (panelbase.com)                   |
| ICM | Scotland on Sunday                                            | 11.–14. August 2014             | 38 %                 | 47 %                    | 14 %                      | 1005               | (icmresearch.com)                 |
| Survation | Scottish Daily Mail                                           | 6.–7. August 2014               | 37 %                 | 50 %                    | 13 %                      | 1010               | (survation.com)                   |
| YouGov | The Sun                                                       | 4.–7. August 2014               | 35 %                 | 55 %                    | 10 %                      | 1142               | (cdn.yougov.com)                  |
| Ipsos Mori | STV                                                           | 28. Juli – 3. August 2014       | 40 %                 | 54 %                    | 6 %                       | 1006               | (ipsos-mori.com)                  |
| Survation | Mail on Sunday                                                | 30. Juli – 1. August 2014       | 40 %                 | 46 %                    | 14 %                      | 1000               | (survation.com)                   |
| Panelbase | Sunday Times                                                  | 16.–22. Juli 2014               | 41 %                 | 48 %                    | 11 %                      | 1041               | (panelbase.com)                   |
| ICM | Scotland on Sunday                                            | 7.–11. Juli 2014                | 34 %                 | 45 %                    | 21 %                      | 1002               | ICM/Scotland on Sunday            |
| YouGov | The Times                                                     | 25.–29. Juni 2014               | 35 %                 | 54 %                    | 12 %                      | 1206               | (d25d2506sfb94s.cloudfront.net)   |
| YouGov | The Sun                                                       | 12.–16. Juni 2014               | 36 %                 | 53 %                    | 11 %                      | 1039               | (d25d2506sfb94s.cloudfront.net)   |
| ICM | Scotland on Sunday                                            | 9.–12. Juni 2014                | 36 %                 | 43 %                    | 21 %                      | 1002               | (icmresearch.com)                 |
| Panelbase | Sunday Herald                                                 | 9.–11. Juni 2014                | 43 %                 | 47 %                    | 10 %                      | 1060               | (web.archive.org)                 |
| Populus | Financial Times                                               | Juni 2014                       | 40 %                 | 47 %                    | 13 %                      | 500                | (heraldscotland.com)              |
| Ipsos Mori | Scottish Television                                           | 26. Mai – 1. Juni 2014          | 34 %                 | 52 %                    | 13 %                      | 1.003              | (news.stv.tv)                     |
| TNS | ?                                                             | 21.–28. Mai 2014                | 34 %                 | 44 %                    | 22 %                      | 1.011              | (scotsman.com)                    |
| ICM | Scotland on Sunday                                            | 12.–15. Mai 2014                | 34 %                 | 46 %                    | 20 %                      | 1.004              | (icmresearch.com)                 |
| Panelbase | Sunday Times                                                  | 8.–14. Mai 2014                 | 40 %                 | 47 %                    | 13 %                      | 1.046              | (panelbase.com)                   |
| TRNS BRMB |                                                               | Mai 2014                        | 30 %                 | 42 %                    | 28 %                      | 996                |                                   |
| TRNS BRMB | n/a                                                           | April 2014                      | 29 %                 | 41 %                    | 30 %                      | 988                |                                   |
| YouGov | Channel 4 News                                                | 25.–28. April 2014              | 37 %                 | 51 %                    | 12 %                      | 1.208              | (scotsman.com)                    |
| Panelbase | Yes Scotland                                                  | 4.–9. April 2014                | 40 %                 | 45 %                    | 16 %                      | 1.024              | scotsman.com (heraldscotland.com) |
| Survation | Daily Record, Dundee University und die Website Better Nation | 4.–7. April 2014                | 37 %                 | 47 %                    | 17 %                      | 1.003              | scotsman.com (heraldscotland.com) |
| Panelbase | Wings over Scotland                                           | 28. März – 4. April 2014        | 41 %                 | 46 %                    | 14 %                      | ?                  | (heraldscotland.com)              |
| ICM | Scotland on Sunday                                            | April 2014                      | 39 %                 | 42 %                    | 19 %                      | ?                  | (web.archive.org)                 |
| YouGov | The Times                                                     | 20.–24. März 2014               | 37 %                 | 52 %                    | 11 %                      | 1.072              | (d25d2506sfb94s.cloudfront.net)   |
| Panelbase | Newsnet                                                       | 7.–14. März 2014                | 40 %                 | 45 %                    | 15 %                      | 1.036              | (panelbase.com)                   |
| Survation | Sunday Mail                                                   | März 2014                       | 39 %                 | 48 %                    | 13 %                      | 1.002              | (dailyrecord.co.uk)               |
| YouGov | Scottish Sun                                                  | 24.–28. Februar 2014            | 35 %                 | 53 %                    | 12 %                      | 1.257              | (cdn.yougov.com)                  |
| Ipsos Mori | Scottish Television                                           | 20.–25. Februar 2014            | 32 %                 | 57 %                    | 11 %                      | 1.001              | (ipsos-mori.com)                  |
| Panelbase | SNP                                                           | 18.–21. Februar 2014            | 37 %                 | 47 %                    | 16 %                      | 1.022              | (panelbase.com)                   |
| Panelbase | Sunday Times                                                  | 29. Januar – 6. Februar 2014    | 37 %                 | 49 %                    | 14 %                      | 1.012              | (panelbase.com)                   |
| YouGov | The Sun                                                       | 3.–5. Februar 2014              | 34 %                 | 52 %                    | 14 %                      | 1.047              | (d25d2506sfb94s.cloudfront.net)   |
| Survation | Scottish Daily Mail                                           | Februar 2014                    | 38 %                 | 47 %                    | 16 %                      | 1.005              | (dailyrecord.co.uk)               |
| YouGov | n/a                                                           | Januar 2014                     | 33 %                 | 52 %                    | 15 %                      | 1.192              |                                   |
| Survation | Mail on Sunday                                                | Januar 2014                     | 32 %                 | 52 %                    | 16 %                      | 1.010              | (dailyrecord.co.uk)               |
| ICM | Scotland on Sunday                                            | 21.–24. Januar 2014             | 37 %                 | 44 %                    | 19 %                      | über 1.000         | (dailyrecord.co.uk)               |
| TRNS BRMB | n/a                                                           | 14.–20. Januar 2014             | 29 %                 | 42 %                    | 29 %                      | 1.054              | (scotlandseptember18.com)         |
| TRNS BRMB | BBC Scotland                                                  | 3.–10. Januar 2014              | 28 %                 | 42 %                    | 30 %                      | 1.008              | (tnsglobal.com)                   |
| TRNS BRMB | n/a                                                           | 3.–10. Dezember 2013            | 27 %                 | 41 %                    | 33 %                      | 1.055              | (scotsman.com)                    |
| YouGov | The Times                                                     | 6.–9. Dezember 2013             | 33 %                 | 52 %                    | 15 %                      | 1.074              | (d25d2506sfb94s.cloudfront.net)   |
| Ipsos Mori | Scottish Television                                           | Dezember 2013                   | 31 %                 | 55 %                    | 14 %                      | 1.006              |                                   |
| Panelbase | n/a                                                           | 12.–20. November 2013           | 38 %                 | 47 %                    | 15 %                      | 1.006              | (heraldscotland.com)              |
| TRNS BRMB | n/a                                                           | November 2013                   | 26 %                 | 42 %                    | 32 %                      | 1.004              |                                   |
| Panelbase | Wings Over Scotland                                           | 17.–24. Oktober 2013            | 35 %                 | 43 %                    | 20 %                      | 1.008              | panelbase.com (MS Excel; 384 kB)  |
| TRNS BRMB | n/a                                                           | 25. September – 2. Oktober 2013 | 25 %                 | 44 %                    | 31 %                      | 1.004              | tnsglobal.com (PDF; 84 kB)        |
| Ipsos Mori | Scottish Television                                           | 9.–15. September 2013           | 30 %                 | 57 %                    | 14 %                      | 1.000              | (ipsos-mori.com)                  |
| ICM | Scotland on Sunday                                            | 10.–13. September 2013          | 32 %                 | 49 %                    | 19 %                      | 1.002              | (icmresearch.com)                 |
| YouGov | The Times                                                     | 13.–16. September 2013          | 32 %                 | 52 %                    | 13 %                      | 1.139              | (d25d2506sfb94s.cloudfront.net)   |
| Panelbase | Sunday Times                                                  | 30. August – 5. September 2013  | 37 %                 | 47 %                    | 16 %                      | 1.002              | (bloomberg.com)                   |
| Panelbase | Scottish National Party                                       | 23.–28. August 2013             | 44 %                 | 43 %                    | 13 %                      | 1.001              | panelbase.com (PDF; 1,1 MB)       |
| YouGov | Devo Plus                                                     | August 2013                     | 29 %                 | 59 %                    | 10 %                      | 1.171              |                                   |
| TRNS BRMB | n/a                                                           | August 2013                     | 25 %                 | 47 %                    | 28 %                      | 1.067              | (scotsman.com)                    |
| Panelbase | Sunday Times                                                  | 17.–24. Juli 2013               | 37 %                 | 46 %                    | 17 %                      | 1.001              | panelbase.com (PDF; 244 kB)       |
| Panelbase | Sunday Times                                                  | 10.–16. Mai 2013                | 36 %                 | 44 %                    | 20 %                      | 1.004              | panelbase.com (PDF; 491 kB)       |
| Ipsos Mori | The Times                                                     | 29. April – 5. Mai 2013         | 31 %                 | 59 %                    | 10 %                      | 1.001              | (ipsos-mori.com)                  |
| TRNS BRMB | n/a                                                           | April 2013                      | 30 %                 | 51 %                    | 19 %                      | 1.002              |                                   |
| Panelbase | Sunday Times                                                  | 18.–22. März 2013               | 36 %                 | 46 %                    | 18 %                      | 885                | panelbase.com (PDF; 354 kB)       |
| Ipsos Mori | The Times                                                     | 4.–9. Februar 2013              | 34 %                 | 55 %                    | 11 %                      | 1.003              | (ipsos-mori.com)                  |
| TRNS BRMB | Scottish CND                                                  | Februar 2013                    | 33 %                 | 52 %                    | 15 %                      | 1.001              |                                   |
| Panelbase | Sunday Times                                                  | 11.–21. Januar 2013             | 34 %                 | 47 %                    | 19 %                      | 1.004              | panelbase.com (PDF; 462 kB)       |
| TRNS BRMB | n/a                                                           | Januar 2013                     | 30 %                 | 58 %                    | 12 %                      | 1.012              |                                   |
| Panelbase | Sunday Times                                                  | 9.–19. Oktober 2012             | 37 %                 | 45 %                    | 17 %                      | 972                | panelbase.com (PDF; 326 kB)       |
| Ipsos Mori | The Times                                                     | 8.–15. Oktober 2012             | 30 %                 | 58 %                    | 12 %                      | 1.003              | (ipsos-mori.com)                  |
| YouGov | DC Thompson                                                   | Oktober 2012                    | 29 %                 | 55 %                    | 14 %                      | 1.004              |                                   |
| Ipsos Mori | The Sun                                                       | 7.–14. Juni 2012                | 35 %                 | 55 %                    | 10 %                      | 1.003              | (ipsos-mori.com)                  |
| Ipsos Mori | The Sun                                                       | 27.–29. Januar 2012             | 39 %                 | 50 %                    | 11 %                      | 1.005              | (ipsos-mori.com)                  |

## Potenzielle Folgen eines positiven Unabhängigkeitsvotums

Logo der Unabhängigkeits-Befürworter

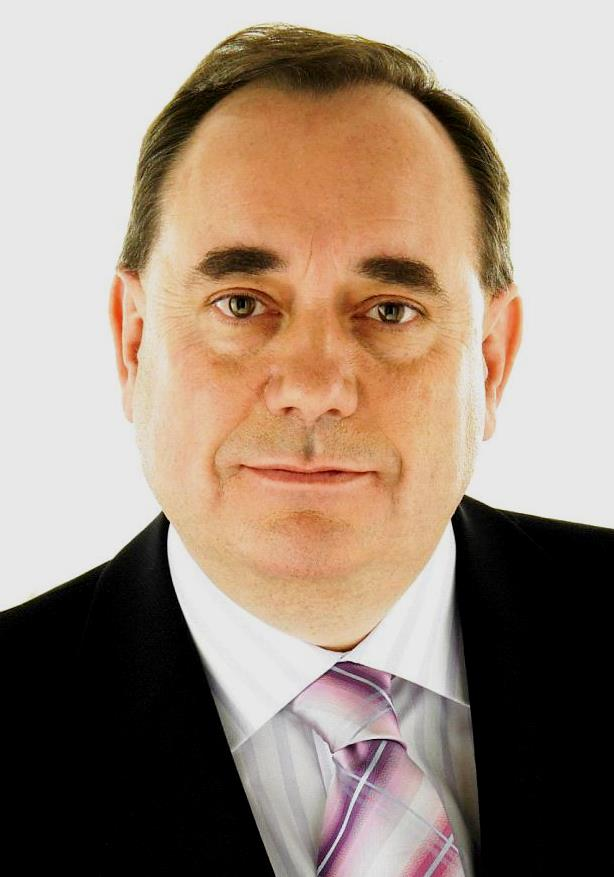
Alex Salmond, First Minister von Schottland und Führer der „Yes Scotland“-Kampagne

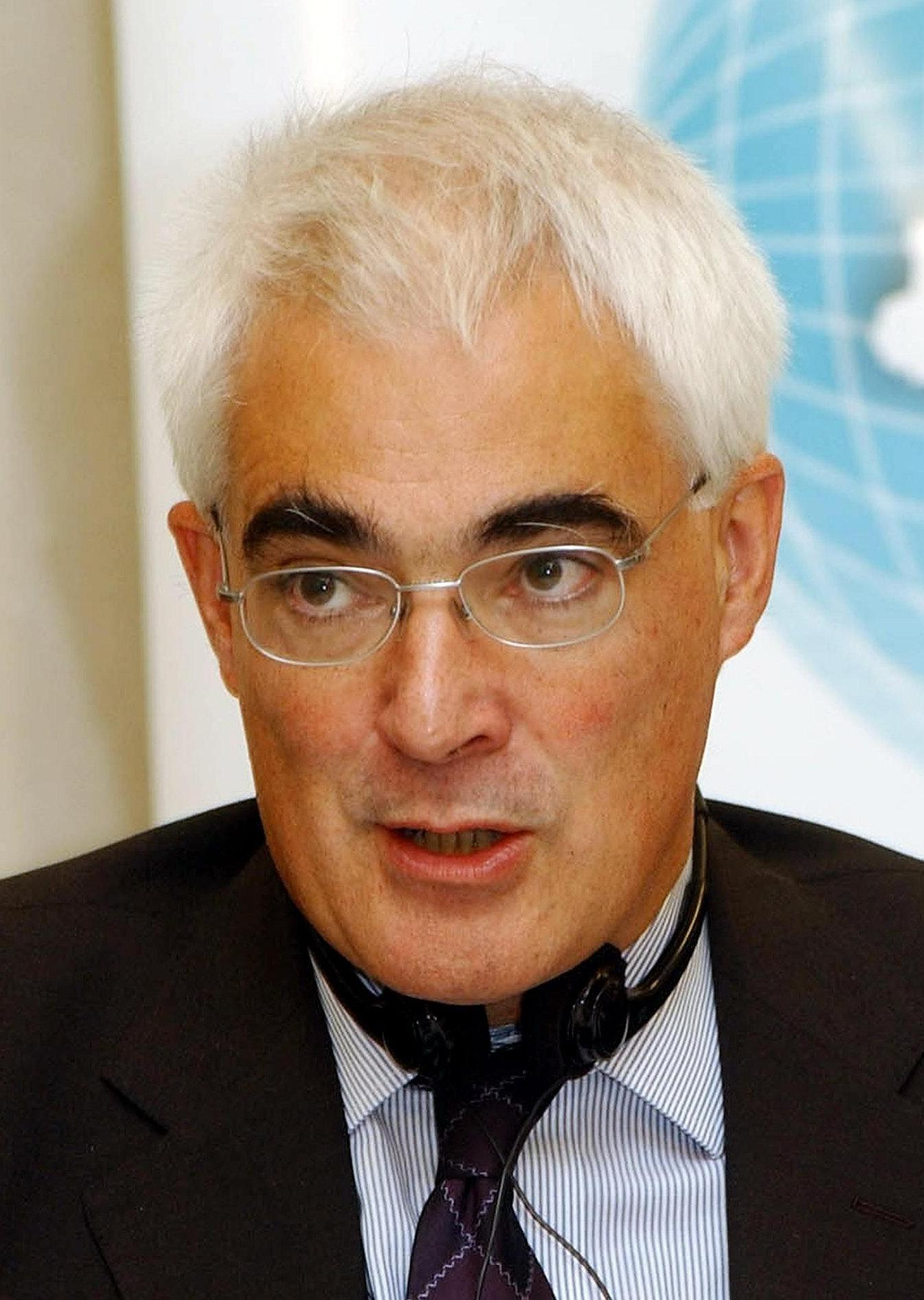
Alistair Darling, ehemaliger Labour-Schatzkanzler und Führer der „Better Together“-Kampagne

Die Konsequenzen eines mehrheitlichen „Ja“-Votums wären zum Zeitpunkt der Abstimmung sehr weitreichend und kaum überschaubar gewesen.

### Staats- und völkerrechtliche Grundsatzfragen
Eine grundsätzliche staatsrechtliche Frage war die nach dem Fortbestand oder der Rechtsnachfolge des Vereinigten Königreichs Großbritannien und Nordirland. Hier gab es drei mögliche staats- und völkerrechtliche Szenarien:
1. „Sezession“: Die Unabhängigkeit Schottlands stellt eine Abspaltung Schottlands vom Vereinigten Königreich dar. Das restliche Vereinigte Königreich („Rest-Großbritannien“) ist subjektidentisch mit dem bisherigen Vereinigten Königreich, d. h., dieses besteht mit kleinerem Territorium fort, und Schottland ist ein neu in die Welt getretener unabhängiger Staat, der alle internationalen Verträge neu aushandeln muss.
2. „Trennung“: Durch die Unabhängigkeit Schottlands bricht das Vereinigte Königreich in zwei Staaten auseinander. Beide sind mehr oder weniger gleichberechtigte Rechtsnachfolger des Vereinigten Königreichs.
3. „Auflösung“ (völkerrechtlich: Dismembration): Das Vereinigte Königreich löst sich als Rechtssubjekt ganz auf und es entstehen zwei ganz neue Nachfolgestaaten: Schottland und „Rest-Großbritannien“. Beide Staaten müssten bilaterale und internationale Verträge neu aushandeln.

Von diesen drei Möglichkeiten wurden sowohl von schottischer als auch gesamt-britischer Seite nur die ersten beiden ernsthaft diskutiert. Die britische Regierung vertrat den ersten Rechtsstandpunkt. Die schottische Regierung hatte keine offizielle Stellungnahme zu dieser Frage abgegeben, aber in vielfachen öffentlichen Äußerungen über die internationale Einbindung eines unabhängigen Schottlands durchblicken lassen, dass sie den zweiten Standpunkt vertrat. Die stellvertretende schottische Erste Ministerin Nicola Sturgeon sprach in einem BBC-Radio-Interview davon, dass „… die Regierung des Vereinigten Königreichs einen unglaublich arroganten Standpunkt einnimmt […] irgendwie behalten sie alle Rechte des Vereinigten Königreichs und Schottland erhält gar nichts“. Von Seiten der schottischen Regierung wurde das Beispiel der Auflösung der Tschechoslowakei am 1. Januar 1993 genannt. Von Rechtsexperten wurde allerdings überwiegend der Standpunkt der britischen Regierung geteilt und die Unabhängigkeit Schottlands als „Abspaltung“ betrachtet, während das verbliebene „Rest-Großbritannien“ völkerrechtlich identisch mit dem bisherigen Vereinigten Königreich wäre.
Nach den Vorstellungen der SNP sollte Königin Elisabeth II. auch nach einer staatlichen Trennung weiterhin das Staatsoberhaupt Schottlands bleiben. Unter Umständen hätte in diesem Fall eine separate Krönung kommender Monarchen in Schottland notwendig sein können. Die Königin bewahrte in der Referendumsdebatte strikte Neutralität und gab keine Kommentare zum politischen Geschehen ab. Ihre einzige deutlichere Äußerung war vier Tage vor dem Referendum die, dass sie hoffe, dass die Wähler ihre Entscheidung in Hinsicht auf die Zukunft sorgfältig überlegen würden (“think very carefully about the future”).

### Internationale Verträge, Mitgliedschaft eines unabhängigen Schottlands in internationalen Organisationen
Eng mit der oben beschriebenen staatsrechtlichen Frage verbunden waren die Fragen nach dem Fortbestand internationaler Verträge.
Das Vereinigte Königreich war damals Vertragspartner bei annähernd 14.000 internationalen Verträgen, von denen etwa 10.000 bilateral und der Rest multilateral waren. Diese Verträge umfassten die verschiedensten Themenkreise wie z. B. Abkommen zu Handel, Fischerei, Zoll, Rechtshilfe, Transport, Postwesen, Verteidigung, Doppelbesteuerung, Patentrechten etc. Rechtsexperten betonten, man könne nicht davon ausgehen, wenn sowohl Schottland als auch „Rest-Großbritannien“ gleichermaßen Rechtsnachfolger des Vereinigten Königreichs wären, dass diese Verträge automatisch weiter Gültigkeit hätten, ohne dass die Vertragspartner hierzu konsultiert würden. Damit verbunden war die Frage, ob ein unabhängiges Schottland automatisch Mitglied der Europäischen Union (EU), der NATO und der Vereinten Nationen wäre. Den Standpunkt der schottischen Regierung, dies sei automatisch der Fall, nannten Rechtsexperten „eine allzu optimistische Annahme“ (“an overly optimistic assertion”). Ein unabhängiges Schottland hätte deswegen wahrscheinlich eine Mitgliedschaft in den genannten Institutionen erst beantragen müssen und wäre z. B. bei der Aufnahme in die EU und NATO auch auf die Zustimmung „Rest-Großbritanniens“, das weiter Mitglied bliebe, angewiesen gewesen.
Insbesondere um die Frage der EU-Mitgliedschaft eines unabhängigen Schottlands entspannen sich viele Diskussionen. Während Schottland davon ausging, nach Artikel 48 des Vertrags über die Europäische Union aushandeln zu können, von März 2016 an übergangslos ein selbständiges EU-Mitglied zu sein, vertrat die Londoner Regierung den Standpunkt, dass Schottland sich nach Artikel 49 neu bewerben müsse. Diese Diskussion gewann noch dadurch an Brisanz, dass David Cameron 2013 eine Volksabstimmung der Briten über ihre EU-Mitgliedschaft in Aussicht gestellt hatte und die Stimmung in Schottland sehr viel stärker pro-europäisch war, als in England. Tatsächlich stimmten bei dem „Brexit“-Referendum am 23. Juni 2016 62 % der Schotten für einen Verbleib in der EU, während eine Mehrheit von 53,4 % der Engländer für den EU-Austritt des Vereinigten Königreichs stimmte.
Die Gremien der EU zogen sich auf den formalen Standpunkt zurück, ein neuer Staat, der Mitglied der EU werden wolle, müsse sich um die Mitgliedschaft bewerben. Möglicherweise hätte ein unabhängig gewordenes Schottland aber im Schnellverfahren (fast track) in die EU aufgenommen werden können. Vorstellbar war es aber auch, dass bei Konflikten über die Unabhängigkeit (beispielsweise Fischereirechte) „Rest-Großbritannien“ die schnelle Aufnahme Schottlands in die EU hätte verzögern können. Nach Einschätzung des damaligen EU-Kommissionspräsidenten José Manuel Barroso wäre ein EU-Beitritt nach Artikel 49 für Schottland „sehr schwierig, wenn nicht unmöglich“ gewesen, da die anderen Mitgliedsstaaten diesen einstimmig beschließen müssten, also auch mit der Stimme Großbritanniens. Der spanische Außenminister José Manuel García-Margallo äußerte im Oktober 2012, Schottland müsse sich im Falle eines positiven Unabhängigkeitsvotums in die Warteschlange der EU-Beitrittskandidaten einreihen und benötige für die Aufnahme die Zustimmung jedes einzelnen EU-Mitgliedsstaates. Hintergrund für die skeptische Haltung Spaniens waren Befürchtungen aufgrund der separatistischen Bewegung in Katalonien, wo ebenfalls ein Unabhängigkeitsreferendum geplant war.

### Auswirkungen auf die internationale Position Großbritanniens
Oberflächlich betrachtet hätte eine Unabhängigkeit Schottlands das Vereinigte Königreich nicht sehr schwerwiegend getroffen. Die Einwohnerzahl mit Schottland betrug 63 Millionen und ohne Schottland 58 Millionen. Das verbliebene „Rest-Großbritannien“ wäre bezüglich Einwohnerzahl vom 21. auf den 23. Platz in der Weltrangliste gerutscht und wäre weiterhin die achtgrößte Volkswirtschaft der Welt gewesen. „Rest-Großbritannien“ (gelegentlich dann Kleinbritannien genannt) hätte weiterhin eine führende Position in internationalen Organisationen eingenommen und seinen ständigen Sitz im Sicherheitsrat der Vereinten Nationen behalten.
Ein Bericht einer Kommission des britischen Parlaments vom 23. April 2013 kam zu der Einschätzung, dass mit einem „Ja“-Votum unausweichlich ein weltweiter Ansehensverlust des Vereinigten Königreichs drohte. Das Vereinigte Königreich wäre als ein „Staatswesen, dessen Gewicht und Einfluss im Niedergang“ seien, wahrgenommen worden. Ein um Schottland geschrumpftes Rumpf-Königreich, das sich zudem noch außerhalb der Eurozone befände, hätte möglicherweise nur noch den Status eines „europäischen diplomatischen Liliputaners“ einnehmen können.

### Nuklearwaffenfreiheit Schottlands
Die Londoner Regierung erklärte mehrfach, nicht auf Nuklearwaffen verzichten zu wollen, während die schottische Regionalregierung ein nuklearwaffenfreies Schottland anstrebte. Dies hätte den Abzug der nuklearwaffenbestückten U-Boote aus den schottischen Basen Faslane-on-Clyde und Coulport impliziert, und eine neue Basis hätte erst gefunden bzw. eingerichtet werden müssen.

### Wirtschaftskraft eines unabhängigen Schottlands
Große Diskussionen entspannten sich um die Frage, ob ein unabhängiges Schottland wirtschaftlich überhaupt überlebensfähig gewesen wäre. Die SNP-geführte schottische Regierung betonte, dass Schottland „sich die Unabhängigkeit leisten“ könne und dass Schottland in den letzten 30 Jahren mehr Steuern pro Einwohner erbracht habe als der Rest des Vereinigten Königreichs. Der schottische Premierminister Alex Salmond warf der Regierung in London vor, die Ungleichheit der Einkommen im Vereinigten Königreich sowie einseitig den Finanzplatz London gefördert zu haben. Auch seien mit den Einnahmen aus der Ölförderung keine Reserven für die Zukunft angelegt worden (wie z. B. beim Norwegischen Pensionsfonds im Volumen von mehreren hundert Milliarden Euro). Ein unabhängiges Schottland hätte nicht nur Stärken in der Ölindustrie und im Finanzsektor, sondern auch im Bereich der Nahrungs- und Genussmittelindustrie, der kreativen Industrien und der Biotechnologie. Salmond betonte allerdings auch, Schottland und der „Rest des Vereinigten Königreichs“ hätten nach einer Unabhängigkeit Schottlands die „engsten Verbündeten und besten Nachbarn“ bleiben können.
In einer Rede am 25. Juni 2012 zum Auftakt der Better Together-Kampagne der Unabhängigkeits-Gegner betonte der frühere Labour-Schatzkanzler Alistair Darling, ein unabhängiges Schottland wäre „natürlich“ wirtschaftlich lebensfähig. Er begrüßte das Referendum als eine Möglichkeit, bei der sich der „Patriotismus der schweigenden Mehrheit“ äußern könne. Er warnte davor, ein Ja zur Unabhängigkeit sei eine unumkehrbare und unwiderrufliche Entscheidung und eine Entscheidung auch für kommende Generationen. Diesen sollte nicht eine Einweg-Fahrkarte mit zutiefst unsicherer Zielrichtung (a one-way ticket to a deeply uncertain destination) gegeben werden. Es sei besser, wenn Schottland und der Rest des Vereinigten Königreichs ohne Nachbarn zusammenstünden. In einem Vereinigten Königreich einschließlich Schottlands könnten sich schottische Werte am besten verwirklichen und auch die schottische Gesellschaft würde von dieser Gemeinschaft profitieren.

### Währung eines unabhängigen Schottlands
Ein wesentliches Thema war die Frage der künftigen Währung eines unabhängigen Schottlands. Das britische Pfund genoss auch unter der Bevölkerung Schottlands ein erhebliches Vertrauen, während beispielsweise die Einführung des Euro nur von einer kleinen Minderheit befürwortet wurde. Die SNP wollte daher das Pfund als Währung eines unabhängigen Schottlands beibehalten, strebte also eine Währungsunion mit dem restlichen Vereinigten Königreich an. Der Direktor der Bank of England Mark Carney äußerte in einem Interview die Ansicht, ein unabhängiges Schottland müsste auf einige Hoheitsrechte im Bereich der Finanz- und Wirtschaftspolitik verzichten, wenn es weiterhin in einer Währungsunion mit dem übrigen Vereinigten Königreich verbleiben wolle, wie es die SNP-Regierung anstrebte. Deutlicher äußerten sich Politiker der Parteien, die eine Unabhängigkeit Schottlands ablehnten. Der konservative Schatzkanzler im Kabinett Cameron George Osborne und auch Politiker der Liberal Democrats und der Labour Party sprachen sich klar gegen eine Währungsunion aus, falls Schottland unabhängig würde.

## Durchführung und Ergebnis
Das Referendum über die Unabhängigkeit Schottlands vom Vereinigten Königreich fand am Donnerstag, 18. September 2014, in der Zeit von 7:00 bis 22:00 Uhr (Ortszeit UTC+1) statt. 4,3 Millionen hatten sich für die Wahl registrieren lassen, etwa 97 Prozent der Wahlberechtigten. Sie stimmten in 32 Regionalwahlbezirken ab. Die britische Regierung sagte zu, dass, wenn eine relative Mehrheit für die Unabhängigkeit stimme, Schottland nach einem Prozess von Verhandlungen zum 24. März 2016 hin unabhängig würde; wenn jedoch eine einfache Mehrheit gegen die Unabhängigkeit stimme, verbliebe Schottland im Vereinigten Königreich.

### Ergebnis
Am 19. September 2014 um 7:15 Uhr standen die Ergebnisse von 31 der 32 Wahlbezirke fest; das zu diesem Zeitpunkt noch unbekannte Resultat aus dem Bezirk Highland hatte keinen Einfluss mehr auf das Endergebnis. Die Mehrheit der wahlberechtigten Bürger stimmte gegen die Unabhängigkeit. Die Differenz von Nein- zu Ja-Stimmen betrug am Ende 375.767 Stimmen.
| Council Area          | Pro · Unabhängigkeit | Kontra · Unabhängigkeit | Wahlberechtigte | Wahlbeteiligung |
| --------------------- | -------------------- | ----------------------- | --------------- | --------------- |
| City of Aberdeen      | 41,39 % (59.390)     | 58,61 % (84.094)        | 0.175.740       | 81,65 %         |
| Aberdeenshire         | 39,64 % (71.337)     | 60,36 % (108.606)       | 0.206.487       | 87,14 %         |
| Angus                 | 42,68 % (35.044)     | 56,32 % (45.192)        | 0.093.551       | 85,77 %         |
| Argyll and Bute       | 41,48 % (26.324)     | 58,52 % (37.143)        | 0.072.002       | 88,15 %         |
| Clackmannanshire      | 46,20 % (16.350)     | 53,80 % (19.036)        | 0.039.970       | 88,53 %         |
| Dumfries and Galloway | 34,33 % (36.614)     | 65,67 % (70.039)        | 0.124.956       | 85,35 %         |
| City of Dundee        | 57,35 % (53.620)     | 42,65 % (39.880)        | 0.118.721       | 78,76 %         |
| East Ayrshire         | 47,22 % (39.762)     | 52,78 % (44.442)        | 0.099.662       | 84,49 %         |
| East Dunbartonshire   | 38,80 % (30.624)     | 61,20 % (48.314)        | 0.086.836       | 90,90 %         |
| East Lothian          | 38,28 % (27.467)     | 61,72 % (44.283)        | 0.081.931       | 87,57 %         |
| East Renfrewshire     | 36,81 % (24.287)     | 63,19 % (41.690)        | 0.072.994       | 90,39 %         |
| City of Edinburgh     | 38,90 % (123.927)    | 61,10 % (194.638)       | 0.377.413       | 84,41 %         |
| Falkirk               | 46,33 % (50.089)     | 53,67 % (58.030)        | 0.122.453       | 88,29 %         |
| Fife                  | 44,95 % (114.148)    | 55,05 % (139.788)       | 0.302.108       | 84,05 %         |
| City of Glasgow       | 53,49 % (194.779)    | 46,51 % (169.347)       | 0.486.219       | 74,89 %         |
| Highland              | 47,08 % (78.069)     | 52,92 % (87.739)        | 0.190.782       | 86,91 %         |
| Inverclyde            | 49,92 % (27.243)     | 50,08 % (27.329)        | 0.062.482       | 87,34 %         |
| Midlothian            | 43,70 % (26.370)     | 56,30 % (33.972)        | 0.069.613       | 86,68 %         |
| Moray                 | 42,44 % (27.232)     | 57,56 % (36.935)        | 0.075.170       | 85,36 %         |
| North Ayrshire        | 48,99 % (47.072)     | 51,01 % (49.016)        | 0.113.924       | 84,34 %         |
| North Lanarkshire     | 51,06 % (115.783)    | 48,94 % (110.992)       | 0.268.697       | 84,40 %         |
| Orkney Islands        | 32,80 % (4.883)      | 67,20 % (10.004)        | 0.017.515       | 85,00 %         |
| Perth and Kinross     | 39,81 % (41.475)     | 60,19 % (62.714)        | 0.120.015       | 86,81 %         |
| Renfrewshire          | 47,19 % (55.466)     | 52,81 % (62.067)        | 0.134.737       | 87,23 %         |
| Scottish Borders      | 33,44 % (27.906)     | 66,56 % (55.553)        | 0.095.533       | 87,36 %         |
| Shetland              | 36,29 % (5.669)      | 63,71 % (9.951)         | 0.018.514       | 84,37 %         |
| South Ayrshire        | 42,13 % (34.402)     | 57,87 % (47.247)        | 0.094.888       | 86,05 %         |
| South Lanarkshire     | 47,45 % (109.990)    | 52,55 % (121.800)       | 0.261.152       | 88,76 %         |
| Stirling              | 40,00 % (25.010)     | 60,00 % (37.513)        | 0.069.029       | 90,57 %         |
| West Dunbartonshire   | 53,96 % (33.720)     | 46,04 % (28.776)        | 0.071.109       | 87,89 %         |
| West Lothian          | 44,82 % (53.342)     | 55,18 % (65.682)        | 0.138.212       | 86,12 %         |
| Na h-Eileanan Siar    | 46,58 % (9.195)      | 53,42 % (10.544)        | 0.022.908       | 86,17 %         |
| Gesamt                | 44,82 % (1.626.589)  | 55,18 % (2.002.356)     | 4.285.323       | 84,68 %         |

### Wahlanalyse
Lord Ashcroft Polls befragte über 2000 Wähler unmittelbar direkt beim Verlassen ihres Wahllokals, um Gründe ihrer Wahlentscheidung zu identifizieren. Diese Wahltagsbefragung ergab, dass für 57 Prozent der „Nein“-Wähler die Beibehaltung des britischen Pfundes ausschlaggebend war. Viele „Ja“-Wähler nannten eine „Abneigung gegen Westminsterpolitik“ (disaffection with Westminster politics) als Hauptgrund.

### Reaktionen auf das Ergebnis
Erster Minister Alex Salmond (SNP) räumte frühmorgens ein, Schottland habe entschieden, dass es kein unabhängiges Land werde. Er akzeptierte die Niederlage und forderte zugleich die britische Regierung auf (Kabinett Cameron I), die Versprechen von mehr Autonomierechten zu halten. „Schottland erwartet das Einhalten dieser in rascher Folge“, sagte er in einer live im britischen Fernsehen übertragenen Ansprache. 
Im Laufe des Tages kündigte Salmond seinen Rücktritt als Parteivorsitzender und Regierungschef an: Für ihn als Spitzenpolitiker sei die Zeit fast abgelaufen, aber für Schottland gehe die Kampagne weiter. „Der Traum“ werde „niemals sterben“. Königin Elisabeth II. mahnte von ihrer schottischen Sommerresidenz Balmoral Castle aus zur Aussöhnung und erklärte, die Briten verbinde ihre „ewige Liebe zu Schottland“.
Nach der Bekanntgabe des Ergebnisses des Referendums kündigte der britische Premierminister Cameron eine umfassende Verfassungsreform für ganz Großbritannien an, die Schottland und den anderen Ländern des Vereinigten Königreichs mehr Befugnisse geben solle.